# JavaMail
JavaMail API è un package della Sun Microsystems arrivato alla versione 1.4.3 che fornisce le classi necessarie per la gestione della posta elettronica in linguaggio Java.
Supporta tutti i protocolli di posta elettronica POP, SMTP, IMAP anche nelle diverse versioni (per esempio POP3). Non contiene componenti per la GUI, per cui l'interfaccia è a pieno carico del programmatore.
È già incluso nella Java EE, mentre nella J2SE è necessario scaricarlo dal sito della Sun. Per il suo funzionamento occorre anche il package JAF sempre scaricabile dal medesimo sito.